# Chính sách thị thực của Somalia
Du khách từ tất cả các quốc gia đến Somalia đều phải xin thị thực.
Người sở hữu hộ chiếu được cấp bởi bất cứ quốc gia nào đều có thể xin thị thực tại cửa khẩu để ở lại tối đa 30 ngày (có thể gia hạn một lần), nếu có thư mời từ người bảo lãnh được nột đến Cục Nhập cư tại sân bay 2 ngày trước khi du khách đến.
Somaliland và Puntland có chính sách thị thực khác hoàn toàn và không công nhận thị thực của quốc gia.